# Марија Стокић
Марија Стокић (Свилајнац, 10. март 1990) је српска филмска, телевизијска, позоришна и гласовна глумица.

## Биографија
Дипломирала је на Факултету драмских уметности Универзитета уметности у Београду у класи професорке Биљане Машић. Бави се синхронизацијом филмова и серија за студије Голд диги нет, Лаудворкс, Ливада Београд, Моби, Синкер медија и Студио као и за Блу Хаус.

## Филмографија
| Год.  | Назив                      | Улога                    |
| ----- | -------------------------- | ------------------------ |
| 2014. | Једном једна башта         | Комшиница                |
| 2015. | Андрија и Анђелка          | Инструкторка прве помоћи |
| 2015. | Бићемо прваци света        | Мимица Стефановић        |
| 2015. | Хоћу кусур, нећу жваку     |                          |
| 2017. | Врати се Зоне              | Гена                     |
| 2017. | Сага о три невина мушкарца | Николина                 |
| 2019. | 48 сати и 1 минут          | Невена                   |
| 2019. | Шифра Деспот               | Медицинска сестра ВМА    |

## Улоге у синхронизацијама
| Година     | Назив                                       | Улога                                                                       |
| ---------- | ------------------------------------------- | --------------------------------------------------------------------------- |
| 2013.      | Код Лиоко: Еволуција                        | Аелита                                                                      |
| 2014.      | Дигимони: Фузија (Лаудворкс)                | Енџи, Шакумон                                                               |
| 2014.      | Штене Клифорд                               | Нарциса                                                                     |
| 2014.      | Раја рикша                                  | Самира                                                                      |
| 2014.      | Смрда Фу                                    | Лисица                                                                      |
| 2017-2018. | Бансен је звер                              | Аманда Килман                                                               |
| 2017-2018. | Краљевска академија                         | Асторија Златокоса (говор)                                                  |
| 2018-2021. | Биро магичних ствари                        | Орла, Матилда (С2)                                                          |
| 2018.      | Блебетало!                                  | Гђа Макен                                                                   |
| 2018.      | Инстант мама                                | Габи Филипс                                                                 |
| 2018.      | Кућа Бука                                   | Лори Бука (С3-надаље, говор)                                                |
| 2018.      | Миракулус: Авантуре Бубамаре и Црног Мачора | Маринет Дупан-Ченг / Бубамара (говор)                                       |
| 2018.      | Мистерија породице Хантер                   | Софи Саганаш                                                                |
| 2018.      | Ники, Рики, Дики и Дон                      | Сејди                                                                       |
| 2018.      | Тата у бегу                                 | Оливија                                                                     |
| 2018.      | H2O: Пустоловина сирена                     | Ема                                                                         |
| 2018.      | Чета витезова                               | Елајза                                                                      |
| 2018.      | Школа рока                                  | Томика (неке епизоде)                                                       |
| 2019-2021. | Нубови                                      | Лаура Калес                                                                 |
| 2019.      | Прича о играчкама 4                         | Гђица Венди                                                                 |
| 2019.      | Мали истраживачи                            |                                                                             |
| 2020.      | Сила опасности                              | Силија О'Брајен, наслови епизода и натписи, додатни гласови                 |
| 2021.      | Моћне девојчице (2016)                      | Принцеза Богатица                                                           |
| 2021.      | Мали титани напред!                         | Старфајер                                                                   |
| 2021.      | Бепци (2021)                                | Елизабет Девил, Дадиља Пип                                                  |
| 2022.      | Јаба даба диносауруси                       | Бети Каменко                                                                |
| 2022.      | Чудновили родитељи: Још чуднији             | Вики                                                                        |
| 2022.      | Звездане стазе: Протозвезда                 | Компјутер USS Протозвезде, Заповедница Кејсет, кадет Хуур'А, Др Јаго, Бокси |
| 2022-2023. | Мистерије Стеновитог острва                 | Ракел Њумен                                                                 |
| 2022.      | Трансформерси: Земаљска искра               | Г.О.У.С.Т.-ов агент #1                                                      |
| 2022.      | Божић у кући Бука                           | Лори Бука, Скуц                                                             |
| 2022.      | Ловци на Деда Мраза                         | Фризерка                                                                    |
| 2023.      | Семи и Раџ путују кроз време                | Ума Гупта                                                                   |
| 2023.      | Зове се Леј-Леј                             | Триш Александер (говор)                                                     |
| 2023.      | Стварна кућа Бука                           | Лори Бука                                                                   |
| 2023.      | Патролне шапе: Моћни                        | Рајдер                                                                      |
| 2023.      | Међузвездана Ела                            | Меги                                                                        |
| 2023.      | Рабл и екипа                                | Фармерка Зои, Рајдер                                                        |
| 2024.      | Бубамара и Црни Мачак: Филм                 | Маринет Дупан-Ченг / Бубамара                                               |
| 2024.      | Супершпијунке                               | Сем, Дечак #1                                                               |